# Gabenbereitung

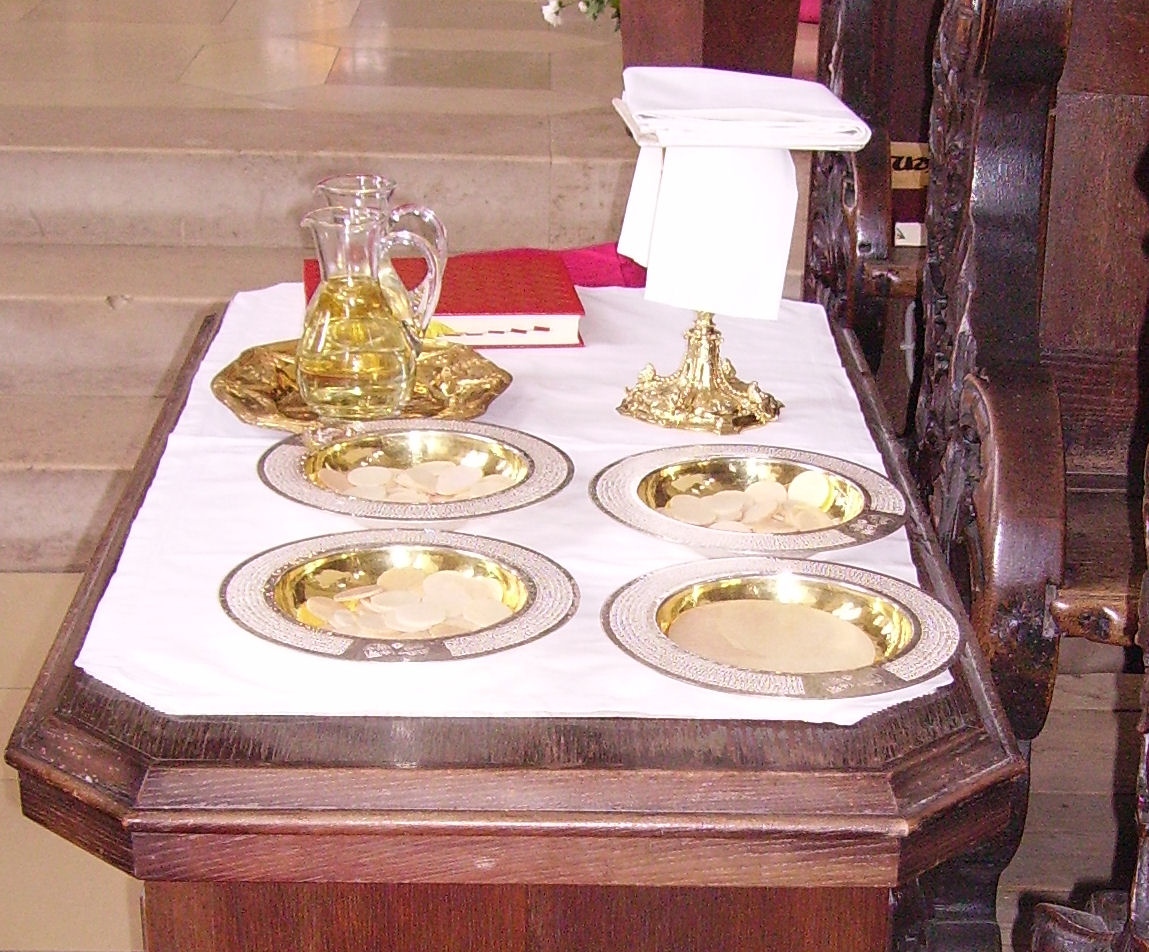
Eucharistische Gaben und Kelch auf der Kredenz

Die Gabenbereitung – auch Opferbereitung oder früher Opferung – ist im Christentum der Teil der heiligen Messe im römischen Ritus, der nach dem Wortgottesdienst die Eucharistiefeier einleitet und zum eucharistischen Hochgebet hinführt. Die Gabenbereitung ist auch in der Agende der Selbständigen Evangelisch-Lutherischen Kirche als Möglichkeit vorgesehen und wird in vielen Kirchengemeinden praktiziert.
Bei der Gabenbereitung werden Brot (Hostien) und Wein als Opfergaben dargebracht, der Ort des liturgischen Geschehens wechselt von Priestersitz und Ambo (Wortgottesdienst) zum Altar (Eucharistiefeier).

## Elemente der Gabenbereitung
Bei der Bereitung des Altars werden das Korporale, der Kelch mit Palla und Purifikatorium und das Messbuch zum Altar gebracht.

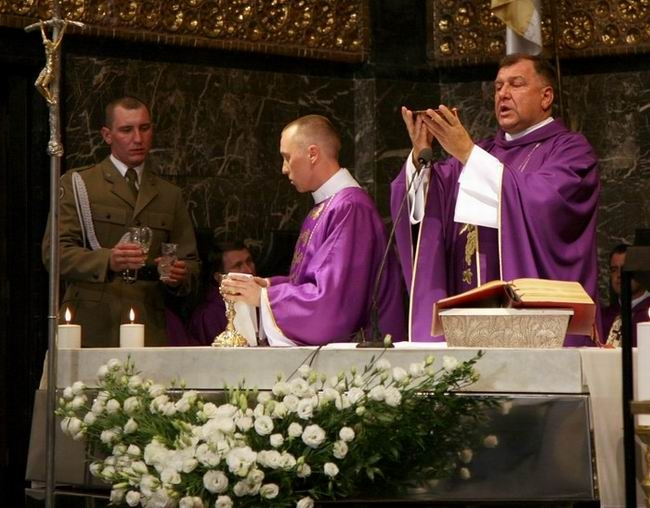
Gabenbereitung im Römischen Ritus (Polen)

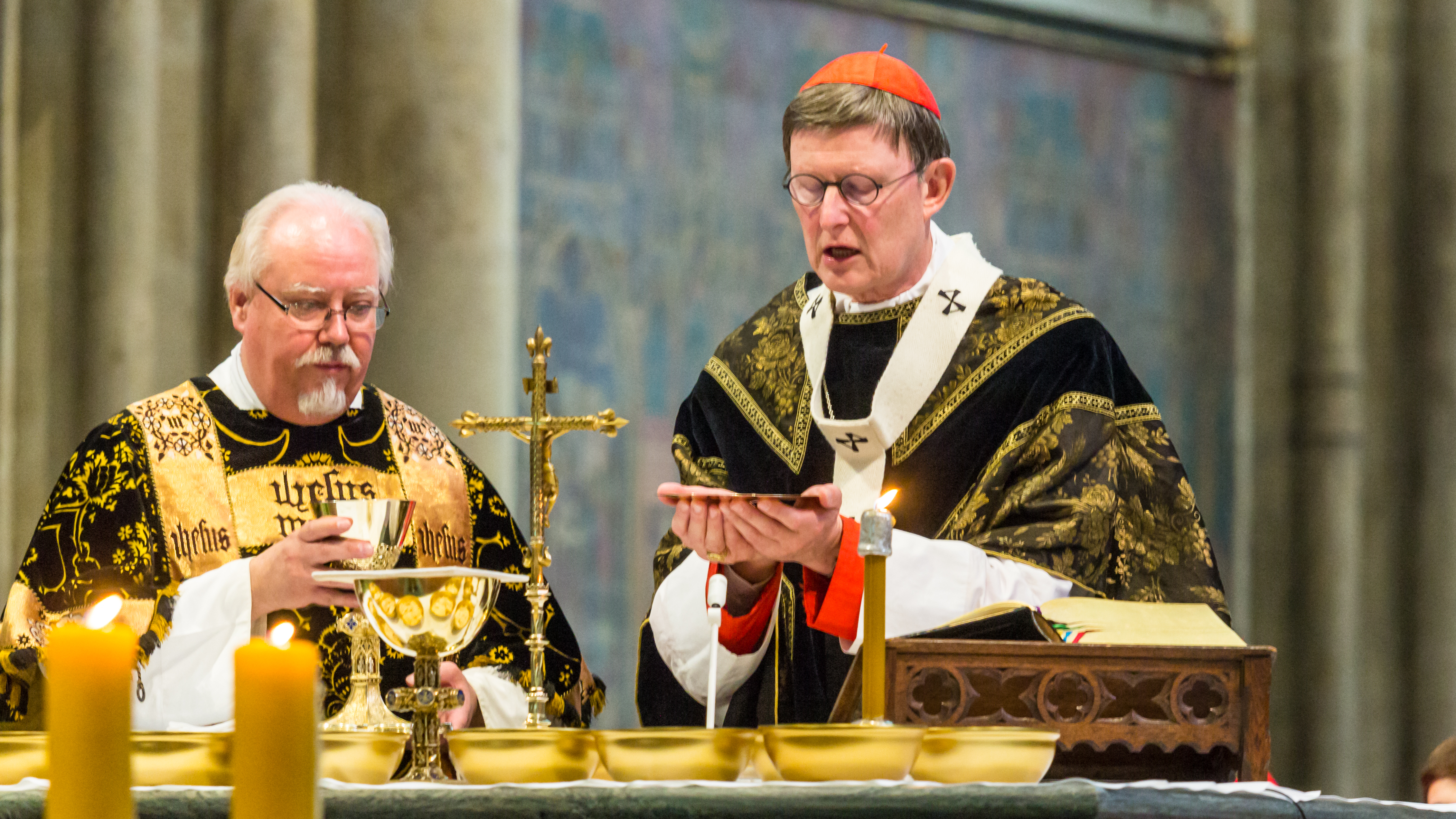
Erzbischof Rainer Maria Woelki und Domdiakon Reimund Witte beim Gabengebet im Requiem für Joachim Meisner (Kölner Dom, 15. Juli 2017)

Die Hostien sowie die Kännchen mit Wein und Wasser werden in einer Gabenprozession feierlich zum Altar gebracht. Die Gläubigen bekunden ihre Teilnahme durch eine Gabe; dies kann entweder durch Vertreter der Gemeinde geschehen, die Brot und Wein für die Eucharistie herbeibringen, oder indem andere Gaben, die für die Bedürfnisse der Armen und der Kirche bestimmt sind, in den Altarraum gebracht werden (etwa als Kollekte). Das Herbeibringen der Gaben wird meist durch einen Gesang (Offertorium) oder instrumental begleitet.
In der Bereitung der Gaben nimmt der Priester zunächst das Brot entgegen und spricht darüber folgendes Gebet:

„Gepriesen bist du, Herr unser Gott, Schöpfer der Welt. Du schenkst uns das Brot, die Frucht der Erde und der menschlichen Arbeit. Wir bringen dieses Brot vor dein Angesicht, damit es uns das Brot des Lebens werde.“

Die Gemeinde kann antworten:

„Gepriesen bist du in Ewigkeit, Herr, unser Gott.“

Anschließend nimmt der Priester den Wein entgegen, mischt ihn mit ein wenig Wasser, stellt den bereiteten Kelch auf den Altar nieder und spricht:

„Gepriesen bist du, Herr, unser Gott, Schöpfer der Welt. Du schenkst uns den Wein, die Frucht des Weinstocks und der menschlichen Arbeit. Wir bringen diesen Kelch vor dein Angesicht, damit er uns der Kelch des Heiles werde.“

Die Gemeinde antwortet:

„Gepriesen bist du in Ewigkeit, Herr, unser Gott.“

In feierlichen Gottesdiensten können die Gaben mit Weihrauch inzensiert werden, anschließend die Zelebranten und die Gemeinde. Danach wäscht der Priester sich die Hände und betet: (Ps 51,4 )

„Herr, wasch ab meine Schuld, von meinen Sünden mach mich rein.“

Die Einladung zum Gabengebet lautet in einer der vorgesehenen Formen:

„Betet, Brüder und Schwestern, dass mein und euer Opfer Gott, dem allmächtigen Vater, gefalle.“

Antwort:

„Der Herr nehme das Opfer an aus deinen Händen, zum Lob und Ruhme seines Namens, zum Segen für uns und seine ganze heilige Kirche.“

Auf das abschließende Gabengebet, das der Priester spricht, antwortet die Gemeinde mit

„Amen.“

## Deutungen der Symbolik
Das Herbeibringen der Gaben und die Gebete werden als Dank und Lobpreis an den Schöpfer verstanden und mit der „Handlung Christi selbst, der beim Letzten Abendmahl ,Brot und den Kelch nahm‘“ identifiziert.
Geschichtlich gesehen hat sich früh aus einer das Hochgebet vorbereitenden Handlung ein darauf inhaltlich hinführendes Element der Messe entwickelt. Neben dem Herantragen der Gaben von Brot und Wein zum Altar wurde bis in die Neuzeit an Sonn- und bestimmten Festtagen der Opfergang der ganzen Gemeinde praktiziert; dabei hat ein Geldopfer das in der Alten Kirche übliche Spenden von Naturalien zur Unterstützung der Armen abgelöst. Dieser Opfergang wird heute durch das Einsammeln der Kollekte repräsentiert. 
Mit der Liturgiereform infolge des Zweiten Vatikanischen Konzils wurde das Augenmerk von der „Opferung“ wieder stärker auf die „Bereitung der Gaben“ (Praeparatio donorum) gelenkt und „die Begleitgebete zur Darbringung von Brot und Wein preisen jetzt (ein Thema des Hochgebetes verdoppelnd!) in Anlehnung an jüdische Vorbilder (berakot) Gott für die Früchte der Erde und der menschlichen Arbeit“. Daneben wurden die kurzen Texte nach dem Niederlegen der Gaben und zur Händewaschung und die mittelalterliche Apologie (Suscipe, sancte Pater) weggelassen.
Die Vermischung von Wein und Wasser bei der Bereitung der Gaben wird gedeutet als Zeichen für die zwei Naturen in Jesus Christus, der göttlichen und der menschlichen Natur, und der Teilhabe der Menschen an der Gottheit Christi. Der Priester oder der Diakon spricht still, während er bei der Gabenbereitung etwas Wasser in den Wein gießt:

„Lass uns durch das Geheimnis dieses Wassers und Weines teilnehmen an der Gottheit dessen, der sich herabgelassen hat, unsere Menschennatur anzunehmen, Jesus Christus.“

Cyprian sah die Mischung als Symbol für die Verbindung zwischen Christus und der Kirche: 

„Wenn der Wein im Kelch mit dem Wasser vermischt wird, wird das Volk Christus verbunden. Opfert jemand nur Wein, so bleibt das Blut Christi ohne uns; opfert er nur Wasser, so ist das Volk ohne Christus.“

## Die Gabenbereitung in der alt-katholischen Liturgie
Die „Bereitung der Gaben“ ist eines der durch die Liturgiereform am deutlichsten sprachlich-theologisch veränderten Teile der Eucharistiefeier in der Alt-Katholischen Kirche in Deutschland. Bis dahin hieß der Eröffnungsteil der „Messe der Gläubigen“ – im Gegensatz zur „Katechumenenmesse“ (Wortgottesdienst) – Opferbereitung.
In den entsprechenden Begleitgebeten findet sich insbesondere der Gedanke der Selbstaufopferung – im Gegensatz zum römisch-katholischen Messopferverständnis als einer unblutigen Erneuerung des Kreuzesopfers Christi – ausgedrückt.

### Die Opferbereitung  (Offertorium) nach dem Altarbuch von 1959
In der Ersten Ordnung der heiligen Messe:

„Während der Gesang zur „Opferbereitung“ gesungen wird, bringt der Subdiakon in feierlichen Hochämtern die Opfergaben von einem eigenen Gabentisch zum Altar. Hier nimmt sie der Diakon entgegen und überreicht sie dem Priester. Sonst deckt der Priester den Kelch ab und stellt ihn einwenig zur Epistelseite hin. Dann legt er die Hostie mit der Patene auf das Korporale, gießt Wein in den Kelch und vermischt ihn mit Wasser. Dann hebt der Priester den Kelch und die Patene ein wenig in die Höhe und spricht:
O Gott, himmlischer Vater, Geber aller guten Gaben,
der du das Brot uns reichst zu unserer täglichen Nahrung und den Wein gegeben hast, daß er des Menschen Herz erfreue:
kraft des Beispiels und der Weisung Deines Sohnes, unseres Herrn Jesus Christus,
 legen wir nieder diese kostbaren Geschenke Deiner Güte auf den Altar und halten sie bereit zum heiligen Opfermahle.

In ihnen opfern wir uns selbst Dir auf und Deine ganze Welt mit ihrem Wohl und Wehe.

Nimm an unsere demütigen Herzen und blicke erbarmend hin auf Deine ganze Schöpfung, die nach Dir seufzt und ringt.

Komme denn, der Du alles belebst und heiligest, allmächtiger und ewiger Gott, und segne + das Opfer, das Deinem heiligen Namen bereitet ist.
 

Betet, Geliebte, daß unser Opfer wohlgefalle dem Vater, dem allmächtigen Gott.

A.: So geschehe es zur Ehre seines Namens und zum Heil der Welt.

P.: Amen.“

In der Zweiten Ordnung der heiligen Messe stehen zwei Varianten zur Auswahl:

„Der Gesang zur Opferbereitung begleitet den Opfergang der Gemeinde oder die Einsammlung der Gaben für die Kirche. Der Vorsänger singt den ersten Vers, den alle wiederholen, dann den nächsten Vers, worauf wieder der erste Vers wiederholt wird usw. Wenn nicht gesungen wird, so sollen diese Verse gesprcochen oder auf einem Ton rezitiert werden. Dann folgt ein Zeit- bzw. Opferbereitungslied.
 
 – – – A – – –
Während der Gesang zur „Opferbereitung“ gesungen wird, bringt der Subdiakon in feierlichen Hochämtern die Opfergaben von einem eigenen Gabentisch zum Altar. Hier nimmt sie der Diakon entgegen und überreicht sie dem Priester. Sonst deckt der Priester den Kelch ab und stellt ihn ein wenig zur Epistelseite hin.
Zur Erhebung der Patene mit dem Brot spricht der Priester:
Heiliger Vater, allmächtiger, ewiger Gott, nimm an in Gnaden dieses Brot, das wir hier niederlegen für Deine ganze Kirche.
Er zeichnet ein Kreuz mit der Patene und legt die Hostie auf das Korporale
A.: Amen.
Zur Vermischung von Wein und Wasser spricht der Priester:
Gott, Du hast den Menschen zu wunderbarer Würde erhoben und noch wunderbarer neugeschaffen. Verleih uns durch die geheimnisvolle Bedeutung dieses + Wassers und Weines,
in Messen für Verstorbene wird das Wasser nicht gesegnet
daß wir eingehen in die Gemeinschaft der Gottheit unseres Herrn Jesus Christus, der sich gewürdigt hat, unserer Menschheit teilhaft zu werden.
A.: Amen.
Zur Erhebung des Kelchs sprechen in feierlichen Hochämtern Priester und Diakon gemeinsam, sonst der Priester allein:
Herr, wir flehen zu Deiner Güte, nimm an diesen Kelch und laß unsere Gabe uns und der ganzen Welt zum Heile sein.
Er zeichnet ein Kreuz mit dem Kelch, stellt ihn auf das Korporale und bedeckt ihn mit der Palle
A.: Amen.
Der Priester spricht mit gefalteten Händen, tief verneigt:
Wir bitten Dich im Geiste der Demut und mit zerknirschtem Herzen: Laß uns von Dir angenommen werden und laß unsere Gaben heute vor Deinem Antlitz wohlgefällig sein, Herr und Gott!
Werden in einem Opfergang besondere Gaben gespendet, so werden sie hier gesegnet, dann spricht der Priester:
Darum bitten wir Dich durch Christus, unsern Herrn, durch Ihn erschaffst Du allzeit diese + Gaben, heiligst + sie, hauchst ihnen Leben ein, segnest + und schenkst sie uns.
Bei einer Beräucherung der Opfergaben und des Altares werden folgende Gebete gesprochen:
Zum Einlegen des Weihrauchs
Der Herr segne + diesen Weihrauch und nehme ihn an als lieblichen Duft!
Beim Beräuchern der Opfergaben zeichnet er mit dem Rauchfaß Kreuzzeichen über die Opfergaben
Herr, dieser Weihrauch, von dir + gesegnet, steige zu + Dir empor und über uns + komme herab Dein Erbarmen!
Zuerst beräuchert der Priester das Altarkreuz und dann den ganzen Altar, der - falls er freisteht - dreimal umschritten wird.
Beim Beräuchern des Altars:
Herr, wie Duft des Weihrauchs steige mein Gebet zu Dir empor! Das Erheben meiner Hände sei wie das Rauchopfer am Abend!
Wenn der Priester das Rauchfaß zurückgibt, spricht er:
Der Herr entzünde in uns Seine Güte und die Flamme ewiger Liebe. Amen.
Während des Beräucherns kann die Gemeinde bzw. der Chor auch ein festliches Lied singen.
 
 – – – B – – –
Zur Erhebung der Patene mit dem Brot
Gott, Vater im Himmel, Geber aller guten Gaben, Du reichst uns das Brot zu unserer täglichen Nahrung, (das über die Erde zerstreut war und nun zu einem Brote geworden ist: wir legen es nieder an heiliger Stätte und bitten Dich, Du mögest Deine heilige Kirche einigen und zusammenführen von den Enden der Erde zu Deinem Reich).
Zur Vermischung von Wein und Wasser
Du gibst uns den Wein, daß er des Menschen + Herz erfreue. (Wie aus der Seite Christi Blut und Wasser floß, so mischen auch wir Wein und das Wasser, daß es Dir gefallen möge zum Heil unserer Seelen.)
Zur Erhebung des Kelches
Auch diese Gabe Deiner gütigen Hände legen wir nieder auf Deinem Altar und halten sie bereit zum heiligen Opfermahle.
Der Priester spricht tief verneigt:
In diesen Gaben opfern wir uns selbst Dir auf. Nimm an unsere demütigen Herzen und laß Dir wohlgefällig sein, was wir von Deinen Gaben zur Opferfeier vorbereitet haben.
A.: Amen.
Zur Händewaschung spricht der Priester still:
In Unschuld wasche ich meine Hände, Herr, und umschreite Deinen Altar. Laut will ich Dein Lob verkünden und preisen alle Deine Wundertaten. Herr, ich liebe die Zierde Deines Hauses und den Ort, wo das Zelt Deiner Herrlichkeit steht.
Nach der Händewaschung, die an der Epistelseite erfolgt, kehrt der Priester in die Mitte zurück, küßt den Altar und wendet sich mit ausgebreiteten Händen zur Gemeinde und spricht:
Betet, Geliebte, daß unsere Opfergabe wohlgefällig sei Gott, dem allmächtigen Vater!
A.: So geschehe es zur Ehre seines Namens und zum Heil der ganzen Kirche!
P.: Amen.
 
Gebet über die Gaben (Secreta)
Der Priester streckt die Hände über die Opfergaben aus und spricht ohne weitere Gebetsaufforderung das für den betreffenden Tag verzeichnete Gebet. Zum Gebetsschluß faltet der Priester die Hände, dann legt er sie auf den Altar.“

### Die Bereitung der Gaben nach dem Eucharistiebuch von 2006
Neben der Vermeidung sowohl jeglicher Opfertermini als auch antizipierender Darbringungsaussagen, fallen insbesondere die zahlreichen kann-Vorschriften auf.
Fakultativ sind demnach:
- die Mischung des Weines mit Wasser
- die Händewaschung
- der Begleitgesang
- die Begleitgebete
- die Versikel
- das Gebet über die Gaben

„D [Diakon] bereitet den Altar, während P [Priester] am Priestersitz bleibt.
 
Wenn kein D zugegen ist, übernimmt P alle folgenden Dienste selbst.
 
Auf den Altar werden gelegt: Korporale, Kelchtuch und Altarbuch. Danach wird ein Kelch auf den Altar gestellt. D nimmt aus der Gemeinde die Gaben für die Eucharistie entgegen. Die Schale mit dem Brot wird auf das Korporale gestellt. In den Kelch wird Wein gegossen, der mit etwas Wasser vermischt werden kann. Wenn für die Kommunion mehr eucharistischer Wein erforderlich sein sollte, wird er in einer Karaffe auf dem Korporale bereitgestellt. Danach tritt P an den Altar.
 
Wenn Weihrauch verwendet wird, bringen Ministranten nun Weihrauchfass und Schiffchen. P legt ein, inzensiert die Gaben und umschreitet, ggf. mit D, den Altar. Auch die Gemeinde kann inzensiert werden.
 
Anschließend kann P die Händewaschung vornehmen.
 
Zur Gabenbereitung kann ein Gemeindelied oder ein Psalm gesungen werden. Es kann auch Stille gehalten oder musiziert werden.
 
Falls nicht gesungen wird, kann P die symbolischen Handlungen der Gabenbereitung durch folgende Gebete begleiten:
Zur Mischung von Wasser und Wein:
Wie dieses Wasser sich mit dem Wein verbindet, so lasse uns der Kelch des Herrn teilhaben an der Gottheit Christi, der unsere Menschennatur angenommen hat.
Zur Bereitstellung des Brotes (wobei P die Hostienschale leicht erhebt):
Gepriesen bist du, Herr, unser Gott, Schöpfer der Welt.
Du schenkst uns das Brot, die Frucht der Erde und der menschlichen Arbeit.
Wir bringen dieses Brot vor dein Angesicht, damit es uns das Brot des Lebens werde.
Gepriesen bist du in Ewigkeit, Herr, unser Gott.
Zur Bereitstellung des Weines (wobei P den gefüllten Kelch leicht erhebt):
Gepriesen bist du, Herr, unser Gott, Schöpfer der Welt.
Du schenkst uns den Wein, die Frucht des Weinstocks und der menschlichen Arbeit.
Wir bringen diesen Kelch vor dein Angesicht, damit er uns zum Kelch des Heiles werde.
Gepriesen bist du in Ewigkeit, Herr, unser Gott.
Dann, mit gefalteten Händen und einer leichten Verneigung zum Altar hin:
Herr, unser Gott, im Geist der Demut und der Buße bitten wir dich: Mach uns selbst zu einer Gabe, die dir wohl gefällt.
Zur Händewaschung:
Herr, wasch ab meine Schuld, von meinen Sünden reinige mich.
Dann, an die Gemeinde gewandt:
P Betet, Brüder und Schwestern, dass unsere Gaben angenommen werden von Gott, dem allmächtigen Vater!
A Zu seiner Ehre und zum Heil der Welt.
 
oder
P Alle Dinge kommen von dir.
A Aus dem, was dein ist, bringen wir unsere Gaben.
 
oder
P Lasset uns beten!
Stille
P breitet die Hände aus und singt oder spricht das Gebet.
A Amen.“